# Flughafen Rickenbacker International

i7
i11
i13
Der Rickenbacker International Airport (IATA-Code: LCK, ICAO-Code: KLCK) ist ein internationaler Verkehrsflughafen der amerikanischen Großstadt Columbus im US-Bundesstaat Ohio. 
Er ist nach dem John Glenn Columbus International Airport der zweitgrößte Flughafen der Stadt. Der größte Teil des Luftverkehrs wird durch die Allgemeine Luftfahrt und Militärflüge verursacht. Zudem ist der Flughafen bedeutend für den Frachtflugverkehr der Region um Columbus.

## Lage und Verkehrsanbindung
Der Rickenbacker International Airport befindet sich 17 Kilometer südlich des Stadtzentrums von Columbus. Die Ohio State Route 317 verläuft nördlich des Flughafens. Außerdem verlaufen die Interstate 270 sechs Kilometer nördlich und der U.S. Highway 23 sechs Kilometer westlich des Flughafens. Der Rickenbacker International Airport ist nicht in den öffentlichen Personennahverkehr eingebunden, Fluggäste müssen auf Taxis zurückgreifen.

## Geschichte
Der Flughafen wurde im Juni 1942 als Lockbourne Army Airfield (nach dem benachbarten Ort Lockbourne) eröffnet und bald darauf in Northeastern Training Center of the Army Air Corps umbenannt. 1948 wurde das Flugfeld in Lockbourne Air Force Base umbenannt, 1973 schließlich nach dem aus Columbus stammenden Kampfpiloten Edward Vernon Rickenbacker in Rickenbacker Air Force Base und 1980 in Rickenbacker Air National Guard Base.
1991 wurde die Basis zur Schließung vorgeschlagen, durch einen 1993 erstellten Vorschlag des Bundesstaates Ohio aber durch Umstationierungen weiter betrieben. Es folgte 1994 die Umbezeichnung in Rickenbacker Air National Guard Station. 2001 folgte die Grundsteinlegung für neue Einrichtungen der Militärflugbasis.
2003 verschmolz die vormalige Rickenbacker Port Authority mit den anderen Flughafenbetreibern der Region zur Columbus Regional Airport Authority.

## Flughafenanlagen

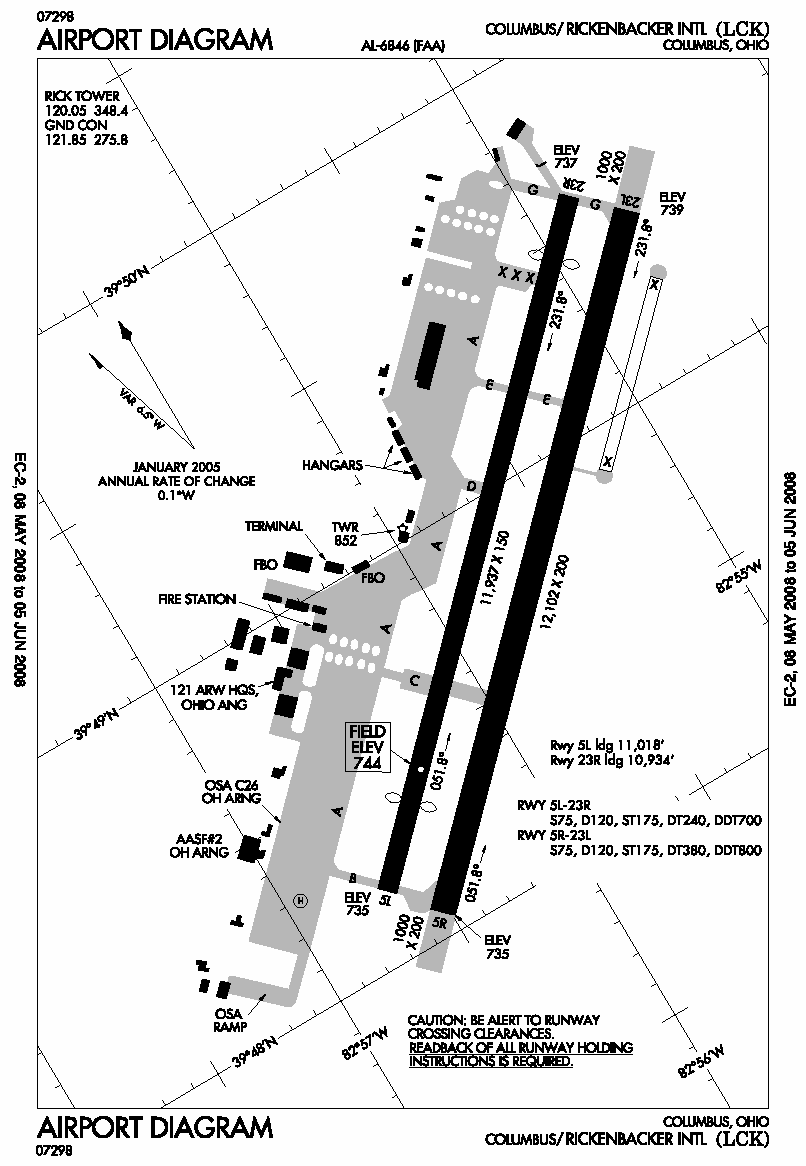
Flughafendiagramm (veraltet)

### Start- und Landebahnen
Der Rickenbacker International Airport ist mit zwei parallelen Start- und Landebahnen ausgestattet. Die südliche Start- und Landebahn 05R/23L ist 3689 Meter lang und 61 Meter breit. Die nördliche Start- und Landebahn 05L/23R ist 3628 Meter lang und 46 Meter breit.

### Terminal
Das Passagierterminal hat eine Fläche von 3.944 Quadratmetern und verfügt über zwei mit Fluggastbrücken ausgestattete Flugsteige.

## Fluggesellschaften und Ziele
Der Rickenbacker International Airport wird im Linienverkehr ausschließlich von der Billigfluggesellschaft Allegiant Air angeflogen. Diese führt Direktflüge zu zehn nationalen Zielen durch, allerdings werden vier Ziele nur saisonal bedient.

## Verkehrszahlen
| Jahr | Fluggastaufkommen | Luftfracht (Tonnen) (mit Luftpost) | Flugbewegungen (mit Militär) |
| ---- | ----------------- | ---------------------------------- | ---------------------------- |
| 2022 | 293.000           | 102.264                            |                              |
| 2021 | 295.584           | 153.626                            |                              |
| 2020 | 207.160           | 119.997                            |                              |
| 2019 | 308.780           | 130.056                            |                              |
| 2018 | 307.247           | 136.516                            |                              |
| 2017 | 266.624           | 116.102                            | 26.661                       |
| 2016 | 203.269           | 91.698                             | 26.307                       |
| 2015 | 166.251           | 90.082                             | 27.004                       |
| 2014 | 91.572            | 77.756                             | 44.760                       |
| 2013 | 33.269            | 69.704                             | 45.673                       |
| 2012 | 14.469            | 71.383                             | 47.906                       |
| 2011 | 14.880            | 66.299                             | 48.872                       |
| 2010 | 10.587            | 69.760                             | 55.400                       |
| 2009 | 13.082            | 71.872                             | 52.141                       |
| 2008 | 22.222            | 90.634                             | 75.417                       |
| 2007 | 7.299             | 100.030                            | 100.136                      |
| 2006 | 5.739             | 113.737                            | 45.578                       |
| 2005 | 39.554            | 112.907                            | 56.998                       |
| 2004 | 136.949           | 97.943                             | 40.231                       |
| 2003 | 26.100            | 93.315                             | 36.513                       |
| 2002 | -                 | 83.753                             | 41.872                       |
| 2001 | -                 | 96.778                             | 38.408                       |
| 2000 | -                 | 96.204                             | 42.893                       |

### Verkehrsreichste Strecken
| Rang | Stadt                             | Passagiere | Fluggesellschaft |
| ---- | --------------------------------- | ---------- | ---------------- |
| 01   | Punta Gorda, Florida              | 27.610     | Allegiant        |
| 02   | Orlando–Sanford, Florida          | 22.990     | Allegiant        |
| 03   | St. Petersburg, Florida           | 22.360     | Allegiant        |
| 04   | Sarasota/Bradenton, Florida       | 16.810     | Allegiant        |
| 05   | Savannah, Georgia                 | 14.340     | Allegiant        |
| 06   | Fort Lauderdale, Florida          | 13.120     | Allegiant        |
| 07   | Myrtle Beach, South Carolina      | 12.700     | Allegiant        |
| 08   | Destin/Fort Walton Beach, Florida | 11.530     | Allegiant        |
| 09   | Charleston, South Carolina        | 4.420      | Allegiant        |
| 10   | Norfolk, Virginia                 | 1.120      | Allegiant        |

## Zwischenfälle
- Am 1. September 2008 stürzte eine Convair CV-580 der Air Tahoma kurz nach dem Start eine Meile südwestlich des Flughafens in ein Maisfeld, wobei alle drei Insassen starben. Der Absturz war durch grobe Wartungsfehler verursacht worden (siehe auch Air-Tahoma-Flug 587).